# Pseudogramma gregoryi
Pseudogramma gregoryi är en fiskart som först beskrevs av Charles Marcus Breder Jr. 1927.  Pseudogramma gregoryi ingår i släktet Pseudogramma och familjen havsabborrfiskar. Inga underarter finns listade i Catalogue of Life.